# Geografia del Maresme

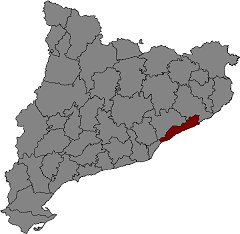
Localització del Maresme

La comarca del Maresme és una estreta faixa de terra entre el mar i la Serralada Litoral, situada de nord-est a sud-oest entre la Tordera i el Besòs. Té una amplada que oscil·la entre cinc i quinze quilòmetres, i una llargada de cinquanta quilòmetres. La superfície total és de 396,90 km².

## Relleu
Es poden distingir diversos sectors: la serralada, amb algunes valls interiors; la plana; el litoral de sorra o rocós; i la plana de la Tordera.
La serralada està formada, de nord-est a sud-oest, pel Montnegre, el Corredor, el Montalt, Céllecs, Serra de Sant Mateu i la Conreria. La serralada està protegida pel Parc Natural del Montnegre i el Corredor i pel Parc de la Serralada Litoral.
El Montnegre és el massís principal degut al seu conjunt pissarrós de roques més resistent a l'erosió. L'alçada màxima és de 766 m al turó Gros. S'estén des de Tordera fins a Arenys de Munt. Una serra menor paral·lela a la costa separa el Montnegre del mar configurant la vall de la Vallalta.
El Corredor, de constitució granítica, té una orografia més suau. El massís del Montalt, situat entre el Corredor i el mar, configura les valls de Canyamars i Dosrius.
A l'oest, Cèllecs i Sant Mateu, amb una alçada al voltant dels 500 m, són uns petits massissos molt propers a la densa població del Baix Maresme.
La constitució granítica dels massissos i la seva erosió han originat la sorra de les platges i de les lleres de les rieres. Entre Caldes d'Estrac i Calella els contraforts del Montnegre arriben al mar fent que la costa sigui rocosa i vertical, excepte entre Canet de Mar i Sant Pol de Mar. L'orografia típica del Maresme es trenca a la plana al·luvial de la Tordera però, per contra, és el lloc on encara resten les maresmes que han donat nom a la comarca.

## Vegetació
Més de la meitat de la comarca està coberta per bosc. La vegetació dominant a la serralada són les pinedes de pi pinyer als solells, i els alzinars a les obagues, tot i que es poden trobar magnifics alzinars madurs en tota la solella del Montnegre. En aquest sector també hi dominen les suredes. A les parts més elevades del Montnegre, on el clima és més fresc i humit, s'hi ha establert la roureda, on l'aportació d'humitat marítima i la condensació en forma de boires al llarg de l'any també hi tenen un paper fonamental. A l'obaga del Montnegre, la varietat i diversitat forestal és notable; s'hi poden trobar des de castanyedes, rouredes, boscos d'avellaners, cirerers i trèmols. Si mirem al fons de les valls, la vegetació de ribera ha estat la més vulnerable i alhora ha patit una forta transformació i degradació en els darrers anys, tot i que al llarg de diverses rieres i torrents de la serralada, encara s'hi poden trobar magnifiques vernedes, avellanoses, omedes i gatelledes. Les rieres de la plana litoral han estat les més castigades degut al fort creixement urbanístic i a les males polítiques ambientals, on pràcticament ara només hi trobem el típic canyar.

## Clima
El clima del Maresme és benigne i està condicionat per la seva morfologia. La proximitat del mar atenua les temperatures fent que els estius siguin suaus i que a l'hivern les glaçades siguin estranyes a la plana litoral. En algunes valls interiors les inversions tèrmiques faciliten l'acumulació d'aire fred. Aquests indrets gaudeixen d'una certa continentalitat. En són un exemple les valls interiors de Tordera, Òrrius i Dosrius, on les glaçades hi són habituals a l'hivern. Molt destacable el delta i la vall de la Tordera, per on s'escola el fred provinent del Prelitoral. La serralada litoral, amb alçades compreses entre els 300 i els més de 700 metres en el cas del Montnegre, protegeix la plana costanera dels vents forts i freds del nord. L'orientació al sud-est li dona un caràcter general de solana amb una alta insolació.
La temperatura és homogènia des de la costa fins al peu dels turons, on se situa la franja de temperatures mitjanes anuals entre els 15 i 16º. Cap a la Serralada els valors són inferiors, arribant als 13 °C als cims del Montnegre.
Les precipitacions generalment no són abundants i augmenten de sud a nord i de mar a muntanya. Així doncs, trobem mitjanes de precipitació que oscil·len entre els 550 mm a l'extrem sud-oest (Montgat), fins aproximadament uns 800 mm a les carenes del Montnegre. El vent càlid i humit de llevant es condensa a la muntanya i provoca la major part de pluges amb grans fluctuacions interanuals. Els xàfecs de finals d'estiu i durant la tardor poden arribar a ser quantiosos.
Aquest fenomen microclimàtic provoca també la formació freqüent de boires de façana. La mitjana d'humitat relativa anual és força elevada als pobles costaners, situant-se al voltant del 72%.
El vent dominant és del S-SW. Sobretot es manifesta en forma de marinades, més evidents a l'estiu, quan poden adquirir una certa intensitat.

## Hidrografia
Només la Tordera duu aigua tot l'any. La resta són rieres que només s'omplen amb les tamborinades de tardor i d'hivern, convertint-se en una característica de la comarca. Les rierades sobtades i violentes poden arribar a ser perilloses amb les llevantades. Les rieres i rierades són el resultat d'una combinació de factors:

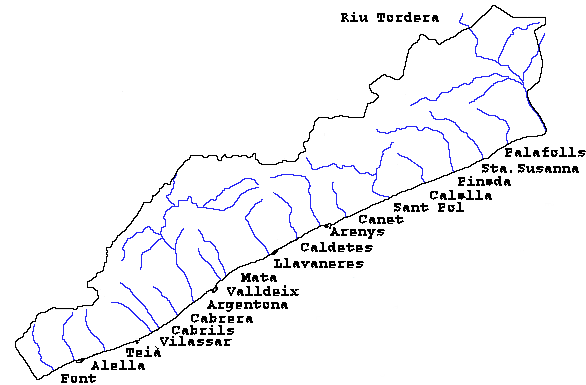
Rieres del Maresme

- Els intensos desnivells, amb un màxim de 760 m en 5 km.
- El règim de pluges intermitents.
- La urbanització i la impermeabilització del sòl.
- Les actuacions sobre les lleres i els marges.
- L'ús urbà de les lleres seques i sorrenques.

La riera d'Argentona és la que té una major conca. Recull les aigües del Corredor, de Céllecs i de les valls de Canyamars i Dosrius, i desemboca entre Mataró i Cabrera de Mar. La segona conca en extensió és la riera de Sant Pol-Vallalta, que drena els vessants meridionals del Montnegre i la vall de la Vallalta. La riera de Pineda és la que té un cabal més constant. La riera d'Arenys és una de les més conegudes per les seves avingudes sobre el nucli urbà.

## Població
Una característica de la comarca és el moviment de l'ocupació entre l'interior i el litoral. Els ibers es van establir a la muntanya. En l'època romana es va ocupar la plana. En el litoral es van establir ocasionalment els pescadors de la costa de Llevant, denominació tradicional que tenia com a punt de referència a Barcelona. Els atacs pirates no van permetre una població estable al litoral fins al segle xvi. Diversos pobles del litoral es van anar segregant dels pobles de l'interior (de sud a nord):
| Pobles de «dalt» o de «munt» | Pobles de «mar»                |
| ---------------------------- | ------------------------------ |
| Tiana                        | Montgat                        |
| Alella i Teià                | el Masnou                      |
| Premià de Dalt               | Premià de Mar                  |
| Vilassar de Dalt             | Vilassar de Mar                |
| Sant Vicenç de Montalt       | Caldes d'Estrac                |
| Arenys de Munt               | Arenys de Mar                  |
| Sant Iscle de Vallalta       | Canet de Mar                   |
| Sant Cebrià de Vallalta      | Sant Pol de Mar                |
| Palafolls                    | Santa Susanna i Malgrat de Mar |

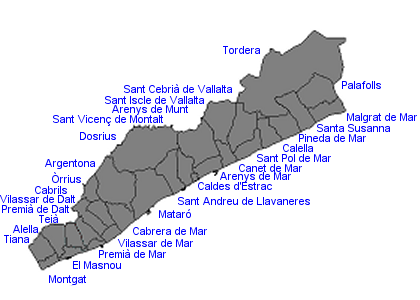
Municipis del Maresme

A més, Sant Andreu de Llavaneres es va segregar de Mataró, Sant Vicenç de Montalt de Sant Andreu i Caldes de Sant Vicenç, Calella de Pineda de Mar i Cabrils de Vilassar de Mar.
Tradicionalment el Maresme ha tingut tres vies de comunicació longitudinals. El «camí de Dalt» seguia la serralada unint els pobles ibers, avui en desús. El «camí del Mig» unia les vil·les romanes i formava part de la via Augusta. Servia a les antigues capçaleres municipals dels pobles de dalt i avui és pròxim al recorregut de l'autopista. El «camí Ral», o camí de Baix, no va ser practicable fins al segle xviii. Avui és la carretera N-II, paral·lela al ferrocarril.
Històricament el Maresme ha sigut una comarca densament poblada. Hi vivien aproximadament uns 6.000 laietans, població que va augmentar a 7.000 amb l'ocupació romana. El 1900 hi havia 70.000 habitants. El 2005 la població era gairebé de 400.000 habitants amb una densitat de 1.000 hab/km². Tot el litoral és avui una continuïtat urbana. Mataró, amb un terç de la població, n'és la capital indiscutible situada al centre de la comarca. Tanmateix, la part del sud-oest està fortament influenciada per Barcelona, i la plana de la Tordera, al nord-est, té unes relacions estretes amb la Selva. Històricament l'Alt Maresme pertanyia a la diòcesi i vegueria de Girona, i el Baix Maresme a la diòcesi i vegueria de Barcelona.

## Ports Pesquers i Esportius
- Port El Masnou
- Port de Premià
- Port de Mataró
- Port d'en Balis
- Port d'Arenys